# Rio Bunești
O Rio Buneşti é um rio da Romênia, afluente do Rio Vâlsan, localizado no distrito de Argeş.